# Шостак, Никита Дмитриевич
Никита Дмитриевич Шостак (англ. Mikita Schostak, род. 4 июля 1998 года) — белорусский спортсмен, выступающий в тайском боксе и кикбоксинге, чемпион Европы, призёр чемпионата мира (серебряная медаль), мастер спорта международного класса по тайскому боксу.

## Спортивная карьера
Родился 4 июля 1998 года в городе Логойск. В тайский бокс пришел в 15 лет, когда поступил в Минский государственный автомеханический колледж имени академика М. С. Высоцкого. До это несколько лет занимался биатлоном в ДЮСШ г. Логойск. Свои тренировки начал в спортивном клубе «Булат» под руководством тренера Виталия Тишурова.

## Титулы и достижения
- 2020 — Belarus kickboxing champion
- 2019 — WAKO k-1`World grand-prix champion (Czezh Republic)
- 2019 — Silver medallist World Muay thai championship IFMA (Elite class) — Thailand
- 2019 — Silver medallist European Muay thai championship IFMA(Elite class) — Belarus
- 2019 — Belarus muay thai champion IFMA
- 2018 — Belarus muay thai champion IFMA
- 2017 — European muay thai champion IFMA (Elite class) — France